# 센나 아야세
센나 아야세(일본어: 仙名 彩世 せんな あやせ[*], 1988년 12월 3일 - )는 일본의 배우이다. 전 다카라즈카 가극단 하나구미 톱여역이다.
미야기현 나토리시, 미야기제2여자고등학교 출신이다. 키 162cm, 혈액형 A형, 애칭은 "유키"이다.
소속사는 큐브이다.

## 약력
2006년, 다카라즈카 음악학교에 입학하였다.
2008년, 다카라즈카 가극단 94기생으로 수석입단. 츠키구미 공연 「ME AND MY GIRL」로 초무대. 그 후, 하나구미에 배속되었다.
신인공연 가능 기간 동안 히로인에 발탁된 적이 없지만, 악역 등 개성적인 역할을 연기해, 삼박자를 갖춘 실력파로서 무대를 지탱했다.
2013년, 「포에버 거슈인」으로 바우홀 공연 첫 히로인을 맡았다.
2015년, 「바람의 지로키치」 (드라마시티/일본청년관 공연)으로, 전과 호쿠쇼 카이리의 상대역을 오우사키 아야카와 함께 맡아, 동상공연 더블히로인을 맡았다.
2016년, 「For the people」 (드라마시티/KAAT카나가와예술극장 공연)으로, 전과 이사 토도로키 유의 상대역을 맡아, 동상공연 단독 첫 히로인을 맡았다. 이어, 초무대 작품 재연인 「ME AND MY GIRL」에서는 역대 베테랑 여역이 연기해 온 마리아 공작부인 역을, 어린 나이에 역교환으로 연기했다.
2017년 2월 6일자로 하나구미 톱여역에 취임하였다. 아스미 리오의 3번째 상대역으로, 「가면의 로마네스크／EXCITER!!2017」 (전국투어)로 톱 콤비 오히로메. 신인공연 히로인 경험이 없는 여역이 톱에 취임하는 것은, 칸나 미호 이후 32년만이며, 입단 9년차에 톱 취임 (오히로메 당시에는 10년차)도, 여역으로써는 굉장히 늦게 핀 감이 있다.
2019년 4월 28일, 「CASANOVA」 도쿄 공연 천추락을 기해, 다카라즈카 가극단을 퇴단했다.
퇴단 후에는 큐브 소속이 되어, 예능 활동을 재개했다.

## 인물
어릴 때부터 발레를 배워 학창시절에는 "다치면 곤란해"라고 생각하고 운동부에 들어가지 않았다.
고등학교는 현지 센다이시에서도 유수의 대학진학 학교에 진학했다. 리듬체조부의 친구에게 영향을 받아, 노래에도 흥미를 가져 자아찾기를 시작했을 무렵, 어머니로부터 다카라즈카 수험을 권유받았다. 조사해보니, 샤미센도, 탭댄스도 수업에 있어, 여기라면 하고 싶은 것을 찾을 수 있을지도 모른다고 생각해, 수험 2개월 정도 전에 음악학교 수험을 결심했다. 첫번째 수험에서 합격해냈다.

## 퇴단 후 주요 활동

### 무대
- 2020년 1 - 2월, 『 シャボン玉とんだ 宇宙までとんだ』 (시어터 크리에・후쿠오카시민회관・신가부키좌) - 사토미(里美)
- 2021년 2월, 『MIYA COLLECTION』 (우메다예술극장・일본청년관)
- 2021년 4 - 5월, 『고야-GOYA-』 (일생극장・미소노좌) - 알바 공작부인
- 2021년 7 - 8월, 『GREAT PRETENDER』 (도쿄건물 Brillia HALL・오릭스극장) - 폴라 디킨스
- 2021년 10월, 『다섯번째 샐리〜The Fifth Sally〜』 (요미우리 오오테쵸홀)
- 2021년 12월, 『20년 후의 당신을 만나고 싶어서』 (시어터 웨스트)
- 2022년 3 - 4월, 『야래향 랩소디』 (시어터 코쿤・빌리지홀・산케이홀 브리제・나가오카시립극장)
- 2022년 7 - 8월, 『미스 사이공』 (제국극장) - 에렌
- 2023년 3 - 4월, 『제인 에어』 (플레이하우스・드라마시티)

## 수상이력
- 2017년, 『다카라즈카 가극단 연도상』 - 2016년도 노력상
- 2018년, 『한큐 스미레회 팬지상』 - 여역상